# Supercoppa italiana 2019 (pallavolo maschile)
La Supercoppa italiana 2019 si è svolta dal 1º al 2 novembre 2019: al torneo hanno partecipato quattro squadre di club italiane e la vittoria finale è andata per la seconda volta alla Sir Safety Perugia.

## Regolamento
Le squadre hanno disputato semifinali e finale.

## Squadre partecipanti
| Squadra            | Qualificazione                             | Ultima partecipazione    |
| ------------------ | ------------------------------------------ | ------------------------ |
| Lube               | Vincitrice Superlega 2018-2019             | Supercoppa italiana 2018 |
| Modena             | 4ª alla regular season Superlega 2018-2019 | Supercoppa italiana 2018 |
| Sir Safety Perugia | Vincitrice Coppa Italia 2018-19            | Supercoppa italiana 2018 |
| Trentino           | 2ª alla regular season Superlega 2018-2019 | Supercoppa italiana 2018 |

## Torneo
|  | Semifinali         | Semifinali |  |                    | Finale | Finale |
|  |                    |            |  |                    |        |        |
|  | Sir Safety Perugia | 3          |  |                    |        |        |
|  | Sir Safety Perugia | 3          |  |                    |        |        |
|  | Trentino           | 1          |  |                    |        |        |
|  | Trentino           | 1          |  | Sir Safety Perugia | 3      |        |
|  |                    |            |  | Sir Safety Perugia | 3      |        |
|  |                    |            |  |                    | Modena | 2      |
|  | Lube               | 1          |  |                    | Modena | 2      |
|  | Lube               | 1          |  |                    |        |        |
|  | Modena             | 3          |  |                    |        |        |
|  | Modena             | 3          |  |                    |        |        |

### Semifinali
| 1º novembre 2019 PalaCivitanova, Civitanova Marche Durata: 1h:58 - Spettatori: 4 120 | Lube               | 1 - 3 | Modena   | 23-25, 21-25, 29-27, 20-25 |
| 1º novembre 2019 PalaCivitanova, Civitanova Marche Durata: 1h:58 - Spettatori: 4 120 | Sir Safety Perugia | 3 - 1 | Trentino | 21-25, 25-23, 25-21, 25-22 |

### Finale
| 2 novembre 2019 PalaCivitanova, Civitanova Marche Durata: 2h:22 - Spettatori: 3 960 | Sir Safety Perugia | 3 - 2 | Modena | 27-25, 23-25, 25-23, 18-25, 15-12 |